# Дурные
Дурные — деревня в Частинском муниципальном округе Пермского края России.

## Географическое положение
Деревня расположена в юго-западной части Частинского района на расстоянии примерно 7 километров на запад от села Бабка практически на границе с Удмуртией.

## История
Деревня упоминается с 1837 года, первоначальное название Дурных. До 2021 года входит в состав Бабкинского сельского поселения Частинского района.

## Климат
Климат умеренно континентальный, с холодной и продолжительной зимой и тёплым коротким летом. Средняя годовая температура воздуха составляет 1,9 °C. Самым тёплым месяцем является июль (18,7 °C), самым холодным — январь (−14,6 °C), абсолютный максимум достигает 38 °C, абсолютный минимум — −48 °C. Последние весенние заморозки приходятся в среднем на 23 мая, первые осенние — на 18 сентября. Продолжительность безморозного периода составляет 117 дней. Снежный покров устанавливается в среднем к 6-9 ноября, первое появление снега отмечено 14-20 октября. Средняя многолетняя высота снежного покрова достигает 55 см. Снежный покров держится 161 день. Сход снега наблюдается в конце апреля — начале мая..

## Население
Постоянное население составляло 53 человека (100 % русские) в 2002 году, 28 человек в 2010 году.